# 朴容旿
朴 容旿（パク・ヨンオ）（1937年4月29日 - 2009年11月4日）は大韓民国の企業経営者である。本貫は密陽朴氏。斗山の創業主、朴承稷の息子の朴斗秉の2男として誕生した。兄は朴容昆、弟は朴容晟、朴容晩。斗山グループ系列会社の役員職を歴任し、1996年彼の伯兄である朴容昆氏の電撃的な引退宣言で、その後を継いで斗山グループの会長になった。斗山グループの会長職に就いていたところ、就任直後に起きたアジア通貨危機の難局を乗り切るため、それ以前に内需企業の中心だったグループ構造を各種M&Aと赤字系列会社の売却などを通じて重工業中心の貿易企業に改編し、最終的に韓国の財界10位圏内の大企業に成長させる役割を果たしてきた功績があるという点が評価されている。朴の会長就任10周年になる頃の年に、彼は彼の兄弟から会長職の移譲を要求されたが、彼はこれを拒否してかえって兄弟の不正を検察に告発する事態が起き（いわゆる斗山発兄弟の乱と称する）、結局一家の栄誉を対外的に失墜させた主犯という理由で彼は彼の兄弟たちと完全に絶縁してしまうのです。その後、斗山家の株式全部を処分した彼は2008年「ソンジ建設」を買収し経営したが、父親を助けた彼の次男パク氏の公金横領事件発生と米国発金融危機による実績不振で経営に苦戦し、結局2009年11月4日、自宅で首をつって自殺した。 享年72歳。この他にも斗山グループは1982年1月15日、韓国初のプロ野球団を創立するなどスポーツ事業に関心を持ちもしたが、1998年9月当時、韓国野球委員会の総裁が不正疑惑で拘束されKBOの業務が正常に行われていなかった影響で財閥オーナーとして重量感のあった彼が韓国プロ野球球団主らによって第12代KBO総裁に選任され2005年まで3再任された。

## 経歴
- 1956年 - 京畿高等学校卒業
- 1964年 - ニューヨーク大学商科大学卒業
- 1974年 - 斗山産業、東洋ビール（現在のOBビール）専務理事
- 1983年 - OBベアース（現在の斗山ベアーズ）社長
- 1993年 - 斗山商事会長
- 1996年 - 1998年 斗山グループ会長
- 1998年 - 2005年　韓国野球委員会総裁
- 2005年 - 斗山グループ名誉会長
- 2008年 - 2009年 ソンジ建設会長